# 弘前市立船沢中学校
弘前市立船沢中学校（ひろさきしりつ ふなざわちゅうがっこう）は、青森県弘前市富栄字浅井名にある公立中学校。

## 沿革
- 1947年（昭和22年）
  - 4月1日 - 船沢村立船沢小学校に併設する形[1]で、船沢中学校として創立。
  - 4月21日 - 開校式挙行[1]。
- 1950年（昭和25年）9月28日[1] - 折笠から校舎が新築移転。
- 1952年（昭和27年）2月27日 - 校歌制定[1]。
- 1955年（昭和30年）3月1日[1] - 船沢村の弘前市への合併により、弘前市立船沢中学校と改称。
- 1984年（昭和59年）7月11日 - 新校舎に移転[2]。

## 学区
蒔苗、富栄、細越、折笠、宮舘、中別所、弥生、百沢（字東岩木山）の一部

## 交通
- 弘南バス
  - 弘前バスターミナル - 弥生線
  - 弘前バスターミナル - 船沢・船沢 - 聖愛高校線
    - 富栄停留所。